# Kampong Cham FC
Kampong Cham Football Club  ist eine kambodschanische Fußballmannschaft aus Kampong Cham, die bis 2019 in der höchsten Liga des Landes, der Cambodian League, spielte.

## Stadion
Der Verein trägt seine Heimspiele im Kampong Cham Stadium in Kampong Cham aus. Das Stadion hat ein Fassungsvermögen von 1000 Zuschauern.
Koordinaten: 11° 59′ 42,1″ N, 105° 27′ 19,9″ O

## Spieler
| Nr. |            | Position | Name                            |
| --- | ---------- | -------- | ------------------------------- |
| 1   | Kambodscha | TW       | Sreng Sophorn                   |
| 2   | Kambodscha | AB       | Chantha Alafin                  |
| 4   | Kambodscha | AB       | Ly RMy                          |
| 5   | Kambodscha | AB       | Ny Rumly                        |
| 6   | Kambodscha | AB       | Ly Anavy                        |
| 8   | Kambodscha | MF       | Sleh Pissary                    |
| 9   | Kambodscha | MF       | Sary Taimo (Mannschaftskapitän) |
| 12  | Kambodscha | MF       | Ul Kimsrorn                     |
| 13  | Kambodscha | MF       | Pov Moni Botra                  |
| 14  | Kambodscha | MF       | Pa Panha                        |
| 15  | Kambodscha | ST       | Yu Ulvy                         |

| Nr. |            | Position | Name              |
| --- | ---------- | -------- | ----------------- |
| 17  | Ghana      | ST       | Osei Tutu Michael |
| 18  | Kambodscha | ST       | Kong Rafy         |
| 22  | Kambodscha | TW       | Mak Kemry         |
| 26  | Kambodscha | MF       | Vankrey Vanny     |
| 30  | Kambodscha | MF       | Stan Viskin       |
| 34  | Kambodscha | AB       | Sana Dona         |
| 35  | Kambodscha | ST       | Nhok Huyleng      |
| 36  | Kambodscha | ST       | Kem Vanda         |
|     | Japan      | TW       | Kenjro Ogino      |
|     | Agypten    | ST       | Adnam Elebiary    |
|     | Agypten    | MF       | Onar Ahmed        |
|     | Kambodscha | ST       | Tcheugoue Edongue |

## Saisonplatzierung

### Liga
| Saison | Liga                    | Level | Platzierung |
| ------ | ----------------------- | ----- | ----------- |
| 2019   | Cambodian League        | 1     | 13.         |
| 2020   | Cambodian Second League | 2     |             |

### Hun Sen Cup
| Saison | Platzierung  |
| ------ | ------------ |
| 2019   | Achtelfinale |
| 2020   |              |